# MGM-29飛彈
MGM-29 中士导弹是美国的一种使用固体燃料的短程地对地导弹，该型导弹由喷气推进实验室开发。1962年被美国陆军用来取代MGM-5飛彈，1963年后被部署至美国以外。战斗部为W52型核彈頭或者是高爆炸药，1977年，从美国陆军退役，被MGM-52長矛飛彈取代。
中士导弹还被用作侦查员（Scout）洲际导弹的第二级，改进后的中士导弹还被用作运载火箭发动机。例如朱诺C型火箭以及朱诺I型火箭。